# كين رايلي
كين رايلي (بالإنجليزية: Ken Riley)‏ هو لاعب كرة قدم أمريكية أمريكي، ولد في 6 أغسطس 1947 في بارتوو ‏ في ألمانيا.

## وصلات خارجية
- كين رايلي على موقع مرجع كرة القدم المحترفة.كوم (الإنجليزية)
- كين رايلي على موقع قاعة فلوريدا للمشاهير الرياضية (الإنجليزية)